# 伊里戈薩 (加利福尼亞州)
伊里戈薩（英語：Irrigosa）是位於美國加利福尼亞州馬德拉縣的一個非建制地區。該地的面積和人口皆未知。

## 地理
伊里戈薩的座標為36°53′28″N 119°59′15″W / 36.89111°N 119.98750°W，而該地的平均海拔高度為85米（即279英尺）。